# Цеслав (Західнопоморське воєводство)
Цеслав (пол. Ciesław, нім. Tetzlaffshagen) — село в Польщі, у гміні Свежно Каменського повіту Західнопоморського воєводства.
Населення — 261 особа (2011).
У 1975-1998 роках село належало до Щецинського воєводства.

## Демографія
Демографічна структура станом на 31 березня 2011 року:
|          | Загалом | Допрацездатний вік | Працездатний вік | Постпрацездатний вік |
| -------- | ------- | ------------------ | ---------------- | -------------------- |
| Чоловіки | 136     | 38                 | 91               | 7                    |
| Жінки    | 125     | 29                 | 82               | 14                   |
| Разом    | 261     | 67                 | 173              | 21                   |